# یواس‌اس کوشینگ (دی‌دی-۵۵)
یواس‌اس کوشینگ (دی‌دی-۵۵) (به انگلیسی: USS Cushing (DD-55)) یک کشتی بود که طول آن ۳۰۵ فوت ۳ اینچ (۹۳٫۰۴ متر) بود. این کشتی در سال ۱۹۱۵ ساخته شد.